# Atahualpa Yupanqui
Héctor Roberto Chavero Aramburo (født 31. januar 1908 i Pergamino i provinsen Buenos Aires, Argentina, død 23. maj 1992, kendt som Atahualpa Yupanqui) var en argentinsk sangskriver, musiker og forfatter. Han anses for at være den vigtigste argentinske folkemusiker og en af grundlæggerne af Nueva canción. Da Han blev teenager flyttede familien til Tucumán, hvor han begyndte at optræde under navnet Atahualpa Yupanqui for at hylde fortidens inkakonger.
I de første år rejste Yupanqui rundt i det nordvestlige Argentina, hvor han studerede de indfødtes kultur og musik. Han blev oprørt over deres forhold og meldte sig ind i Argentinas kommunistparti. I 1931 blev han derfor fordrevet fra Argentina og fik politisk asyl i Uruguay. Han vendte dog tilbage til Argentina i 1934.
I 1935 blev han inviteret til Buenos Aires, hvor han spillede i radioen og blev partner med pianisten Antonieta Paula Pepin Fitzpatrick. På grund af sin medlemskab af kommunistpartiet blev mange af hans sange ramt af censur og han blev fængslet flere gange.
I 1949 fik han nok og rejste til Europa, hvor Édith Piaf inviterede ham til at spille i Paris og han turnerede gennem det krigshærgede Europa.
I 1952 vendte han tilbage til Buenos Aires. Han brød med kommunistpartiet, hvilket gjorde det nemmere for han at turnere og skrive kontrakter.
I løbet af 1960'erne var han blevet så anerkendt, at musikere som Mercedes Sosa indspillede hans sange, hvilket gjorde, at han fik et gennembrud blandt Argentinas ungdom.
Som mange andre musikere blev hans arbejde ramt af hård og undertrykkende censur efter militærkuppet i 1976. Efter at have siddet fængslet og truet med dødsstraf flygtede han i eksil i Europa. Han døde i Nimes i Frankrig i 1992, 84 år gammel.

## Mest kendte sange
- "Basta Ya"[1]
- "Los Hermanos"
- "Viene clareando"
- "El arriero"
- "Zamba del grillo"
- "La añera"
- "La pobrecita"
- "Milonga del peón de campo"
- "Camino del indio"
- "Chacarera de las piedras"
- "Recuerdos del Portezuelo"
- "El alazán"
- "Indiecito dormido"
- "El aromo"
- "Le tengo rabia al silencio"
- "Piedra y camino"
- "Luna tucumana"
- "Los Ejes De Mi Carreta"
- "Sin caballo y en Montiel"
- "Cachilo dormido"
- "Tú que puedes vuélvete"
- "Nada mas"
- "Preguntitas sobre Dios"

## Bøger
- Piedra sola (1940)
- Aires indios  (1943)
- Cerro Bayo (1953)
- Guitarra (1960)
- El canto del viento (1965)
- El payador perseguido (1972)
- La Capataza (1992)

## Albums
- Hits Collection Yupanqui Atahualpa
- Basta Ya 2006
- ¡Soy Libre! ¡Soy Bueno! (1968)